# 데니스 스트라콸루르시
데니스 스트라콸루르시(Denis Stracqualursi, 1987년 10월 20일 ~ )는 아르헨티나 출신의 축구 선수이다. 포지션은 공격수이며 현재 소속팀은 아틀레티코 라파엘라이다.

## 선수 경력

### 에버턴
아르헨티나 프리메라 디비시온 2010년 아페르투라에서 19경기 11골을 득점하여 득점왕이 된 스트라콸루시는 2011년 8월 31일 잉글랜드 축구 여름 이적 시장 마지막날에 에버턴으로의 2011-12 시즌임대를 확정하고 아르헨티나에서 잉글랜드로 팀을 옮겼다.